# Comuna de Podedwórze
Podedwórze (polaco: Gmina Podedwórze) é uma gminy (comuna) na Polónia, na voivodia de Lublin e no condado de Parczewski. A sede do condado é a cidade de Podedwórze.
De acordo com os censos de 2004, a comuna tem 1906 habitantes, com uma densidade 17,8 hab/km².

## Área
Estende-se por uma área de 107,2 km², incluindo:
- área agricola: 72%
- área florestal: 15%

## Demografia
Dados de 30 de Junho 2004:
|                      | Total   | Total | Mulheres | Mulheres | Homens  | Homens |
| -------------------- | ------- | ----- | -------- | -------- | ------- | ------ |
|                      | pessoas | %     | pessoas  | %        | pessoas | %      |
| População            | 1906    | 100   | 980      | 51,4     | 926     | 48,6   |
| Densidade (pop./km²) | 17,8    | 100   | 9,1      | 9,1      | 8,6     | 8,6    |

De acordo com dados de 2002, o rendimento médio per capita ascendia a 1221,57 zł.

## Subdivisões
- Antopol, Bojary, Grabówka, Hołowno, Kaniuki, Mosty, Niecielin, Nowe Mosty, Opole, Piechy, Podedwórze, Rusiły, Zaliszcze.

## Comunas vizinhas
- Dębowa Kłoda, Jabłoń, Sosnówka, Wisznice, Wyryki